# Participation pour non-réalisation d'aire de stationnement
Lire en ligne

Lire sur Légifrance

La participation pour non-réalisation d'aire de stationnement est une taxe prélevée par des collectivités territoriales françaises entre 1978 et 2015 afin d'inciter à la construction d'aire de stationnement pour les automobiles.

## Historique
Une participation pour non-réalisation d'aire de stationnement (PNRAS) est introduite par la circulaire n° 78-163 du 29 décembre 1978 permettant, en dernier recours, de ne pas réaliser d'aire de stationnement en cas d'impossibilité de satisfaire aux obligations en matière de stationnement. À la place, une participation financière peut être exigée par la commune au titulaire d'un permis de construire afin de financer la construction de parcs publics de stationnement. Le conseil municipal devait au préalable avoir déterminé le montant de la taxe en respectant le plafond fixé par l’État et le produit de la taxe devait être affecté à la réalisation de parcs publics de stationnement. 
En 2012, le produit de la taxe est de 19 millions d'euros.
L'article 28 de la loi n° 2010-1658 du 29 décembre 2010 de finances rectificative pour 2010 simplifie les participations d'urbanisme en en supprimant cinq sur huit :
- la participation pour raccordement à l'égout (PRE),
- la participation pour non-réalisation d'aire de stationnement (PNRAS),
- la participation pour le financement d'équipements publics exceptionnels (PEPE),
- la participation des riverains en Alsace-Moselle (PRAM),
- la participation pour voirie et réseaux (PVR),
- la participation des programmes d'aménagement d'ensemble (PAE),
- la participation pour la réalisation de Zones d’Aménagement Concerté (ZAC),
- et le projet urbain partenarial (PUP).

La PNRAS est supprimée progressivement jusqu'au 1er janvier 2015, date de son abrogation définitive.
Bien que sa suppression soit prévue, l'Inspection générale des finances (IGF) liste en 2014 la PNRAS parmi les 192 taxes à faible rendement.